# スーパーヒーロージェネレーション
『スーパーヒーロージェネレーション』（SUPER HERO GENERATION）は、バンダイナムコゲームスより2014年10月23日に発売されたPlayStation 3・PlayStation Vita用ゲームソフト。

## 概要
SDにディフォルメされたロボットアニメや特撮作品のキャラクターが戦うクロスオーバー作品「コンパチヒーローシリーズ」の1つで、『グレイトバトル フルブラスト』から続く「新シリーズ」の第4弾となる。
ジャンルはシリーズ初となるシミュレーションRPG。開発担当に『SDガンダム GGENERATION』シリーズを手がけるトムクリエイトを起用し、基本的なゲームシステムも同シリーズに準拠したものとなっている。
また『HEROES' VS』から引き続きキャラクターボイスが採用されている。

## ゲームシステム

### 戦闘
戦闘に関連するシステムの内容は以下の通り。
概要
『SDガンダム GGENERATION』シリーズをベースとしたターン制ストラテジーとなっている。プレイヤーフェイズではプレイアブルユニット（味方キャラクター）を動かして攻撃を行ってエネミーユニット（敵キャラクター）を倒し、エネミーフェイズでは同様に移動・攻撃してくるエネミーに対して反撃・防御・回避を選択する。攻撃前にスキル（後述）を使用することができる。
基本的にはエネミーユニットの全滅が勝利条件となっているが、一部では特定ユニットの指定ポイント到着を求められたりもする。
所持する技の射程内に敵がいても、技を使用するのに必要なENが足りていないと攻撃できない。ENはHPとともに戦艦ノーベン・ノヴァに搭載することで1ターンで全回復する他、後述のヒーローアシストで回復可能。
技ごとに攻撃範囲が自機を中心とした四角やキャラクターの向き目掛けての長方形など技の内容に合わせて形状が変化する。また、特定の範囲内の敵を複数攻撃する「マルチアタック」などの特殊効果を有するものもある。
戦闘に参加できる人数には上限があるがこれは戦場で同時行動できる数の上限であり、初期出撃で選択されなかったキャラクターも他キャラクターが戦艦に搭載されれば出撃できる（搭載したターンは「帰還中」となり、出撃枠を占有してしまう）。出撃時はスキル使用不可。
自軍の戦艦の他、怪獣や大型モビルアーマー、ゾディアーツ（超新星）などの大型キャラクターは2×2以上のマスを占有する。その分攻撃は範囲も広めだが、移動には制約が伴う。
ミッションブレイク / シークレットショック / ボスブレイク
ステージごとに設定された条件「トリガー」を満たすとミッション内容の拡張が行われ、敵増援が発生する。シナリオによってはこれ以外でも増援は発生する。
ミッションブレイクが前提条件となっており、シークレットショックはより高い難易度の条件で発生するおまけ敵の追加、ボスブレイクはミッションブレイク後に設定されるボス格の追加イベントとなっている。
これらは決して必須ではないため、達成せずにクリアしても問題はない（追加されるのが重要な相手であっても）。
ラストショック
ボスブレイク後に敵が最後の一体（雑魚含む）になった時に発生する、敵戦力の第4段階。基本的に、残った複数の敵をまとめて葬らない限りはボスブレイク後に確実に発生する。
HP倍増+全回復を始めとする能力と経験値などの獲得物が大幅にアップする。
サポートシステム
敵の攻撃を回避したり当てたり撃破したりするとテンションゲージが上昇し、最大まで貯まるとフィールドのキャラクターが発光し攻撃を受けるまで全ての攻撃がクリティカルになる（防御した場合のみ別）。テンションは戦艦に搭載されても減ることはないが、攻撃を受けたりすると逆に減少してしまう（最大時に被弾すると一気に半分）。
戦艦以外のキャラクターが敵を撃破すると、チャンスステップと表示されて再行動が可能となる。最大行動回数は3回（マルチアタックで倒した場合は最大2回に減る他、例外あり）。複数体攻撃した場合、そのいずれかを撃破できればいい。
ターン開始時、他のキャラクターと隣り合っている場合、ヒーローアシストが発生してHPとENが少し回復する。強制出撃のキャラクターは毎ターン2割回復するが搭載できない。
各キャラクター、レベルアップで習得する「スキル」を最大4つまでセットできる（4つ以上あるキャラクターはブリーフィングで変更可能）。使用にはSPが必要（最大値は100で固定）。ダメージ増減・HPやEN回復・移動力や経験値の増加等がある。また、固有のものと他キャラクターも覚えるものがあり、固有のものは特性が若干異なっている。SPは戦艦に格納して次ターンを迎えると2割回復する。
ヒーロークエスト
特に攻略には関与しない、追加の達成要素。（隠されてないが）隠し条件のようなもの。項目名は各作品にちなんだものが多い。
多くの場合、特定のキャラクターが特定の行動をとった場合に獲得できる。リストに挙がってない段階で満たしても達成とはみなされない他、達成後にミッションをリタイアしても未達成となる。ステージが指定されていなければ、どこでクリアしてもOK。
達成することでストーリーに関与しない追加キャラクターや装備品などが入手できる。なお、装備品は一度ここで入手しないと購入できない。
リストは主に特定のステージをクリアすれば新しく開示される他、関連のある別クエストを満たした場合に開示される場合もある。

### メニュー
戦闘の合間に利用できるメニューは以下の通り。ギャラリーなどのサブ要素は省く。
強化
主に敵を撃破するとヒーローポイントが獲得でき、それを消費して各技やスキルを強化できる。また、ステージクリア時に獲得ヒーローポイントに応じて上位3名は追加でボーナスが発生する他、それ以外のキャラクターにもステージごとに設定されたポイントが与えられる。
技はEランク、スキルはCランクから始まり、Sランクまで強化できる。強化段階は技・スキルごとに完全に個別。必要なポイント数もかなり差がある。
強化内容は、技・スキルとそのランクに応じて威力の強化や範囲の拡張、特殊能力の強化などがある。
ヒーロークエストには使用する技が一定ランク以上であることが求められているものもあるので、達成には欠かせない。
アイテム
各キャラクター、装備品と消費アイテムをそれぞれ一つずつ装備することができる。装備品の付替えはメニュー画面でのみ実行可能。
装備品は主に移動力や命中率などの能力強化、消費アイテムはHP・EN・SPのいずれかを回復するアイテムとなっている。
入手済みの装備品や消費アイテムはヒーローポイントとは別に敵撃破などで獲得できるCPを消費して購入可能。ただし、装備品ごとに所持数に上限がある。
メインステージ
ストーリーに関わる本編シナリオ。クリアすることで新ステージ展開・ヒーロー加入・ヒーロークエスト開放等が発生する。
ライダー/ガンダム/ウルトラマンと区切られた分岐ステージと分岐ステージ後に発生する単独ステージ、連続して進行する「追撃戦」が存在する。分岐ステージはそれぞれ複数のステージが存在し、一度全てクリアするまで他の分岐を選択できない。
プロローグステージを除いてクリア後もプレイ可能。
チャレンジステージもそうだが、オープニングシーンなどは一度イベントを見たあとはスタートボタンでスキップできる（スキップできないイベントもある）。
チャレンジステージ
メインステージとは別に実行できる、サブのステージ攻略。メインステージの進行状況によって順次解放されていく。基本システムは通常ステージと同じ。設定的にはノーベン・ノヴァに搭載されたシミュレーターによるバーチャル戦闘であるため、登場するのは基本的に一度メインステージで戦った相手となる。
メインステージとの違いとしては難易度操作が可能であるという点で、ノーマルから始まってクリアするごとにハード・アルティメットと上難易度が解放されていく。難易度が上がると獲得できるポイントも上昇する。

## 登場作品
- 機動戦士ガンダムUC
- 機動戦士ガンダムAGE MEMORY OF EDEN
- 機動戦士ガンダム00
- 機動戦士ガンダムSEED
- 機動戦士ガンダムF91
- 機動戦士ガンダム 逆襲のシャア
- 仮面ライダーウィザード
- 仮面ライダーフォーゼ
- 仮面ライダーオーズ
- 仮面ライダーW
- 仮面ライダー電王
- 仮面ライダーBLACK RX
- 仮面ライダー
- ウルトラマンギンガ
- ウルトラマンゼロ
- ウルトラマンメビウス
- ウルトラマンティガ
- ウルトラセブン
- ウルトラマン

上記の作品はステージイベントに関連する主な作品であり、それ以外の作品から登場するキャラクターも存在。また、本作オリジナルキャラクターも登場する。

## 登場キャラクター

### プレイアブルユニット

#### ウルトラシリーズ
全員が高威力で長射程・長方形型の射程を持つ必殺技を習得する。さらにレベルアップすることでより強力な無属性の必殺技を覚えることが多い。
ウルトラマンギンガ
声 - 根岸拓哉 / 出典 - ウルトラマンギンガ
ウルトラシリーズの最初のメインストーリーでの主人公。
ウルトラマンタロウ
声 - 石丸博也 / 出典 - ウルトラマンタロウ
ヒーロークエストでの条件を満たすと加入するスカウトキャラクター。必殺技の「ウルトラダイナマイト」は全キャラクター中最高の威力を誇るが、射程が短いうえ消費ENが甚大というデメリットがある。
ジャンナイン / ジャンキラー
出典 - ウルトラマンギンガ
初期はエネミーユニット「ジャンキラー」として登場。スポット参加のみで、パーティには加わらない。
ウルトラマンゼロ
声 - 宮野真守 / 出典 - ウルトラマンゼロ

ウルトラマンメビウス
声 - 福山潤 / 出典 - ウルトラマンメビウス
タイプチェンジはないが、必殺技によってブレイブおよびバーニングブレイブへの変身演出が発生する。基礎威力だけで言えばトップ3に入る必殺技「メビュームダイナマイト」が使用可能（欠点はタロウのウルトラダイナマイトと同様）。
ウルトラマンヒカリ / ハンターナイトツルギ
声 - 難波圭一 / 出典 - ウルトラマンメビウス
初期はエネミーユニット「ハンターナイトツルギ」として登場。NPCとして力を貸してくれる場合もある。ヒーロークエストでの条件を満たすと「ウルトラマンヒカリ」として加入する。
必殺技「ナイトシュート」の上位技でアーブギアを纏ったハンターナイトツルギにも姿を変える。
ウルトラマンティガ
出典 - ウルトラマンティガ
全キャラクターで唯一「チェンジ」によって、平均的な性能の「マルチ」、低命中率短射程だが攻撃力・防御力が高い「パワー」、長射程・マルチアタック持ちだが攻撃力が低い「スカイ」へとタイプを変更することができる。技の強化段階などは各タイプで共有する。上位必殺技でグリッターティガにタイプチェンジする演出もある。
ウルトラマン
出典 - ウルトラマン
攻撃力・防御力は高いが命中率・回避率が低め。上位必殺技としてマリンスペシウム光線を覚える。
ゾフィー
出典 - ウルトラマン
ヒーロークエストでの条件を満たすと加入するスカウトキャラクター。技の数が2つしかないが、その内の一つ「M87光線」はトップ3の攻撃力と長大な射程を誇る。
ウルトラセブン
出典 - ウルトラセブン
上位必殺技で『平成ウルトラセブン』で使用したネオワイドショットを覚える。
ウルトラマンジャック
出典 - 帰ってきたウルトラマン
ヒーロークエストでの条件を満たすと加入するスカウトキャラクター。
ウルトラマンエース
出典 - ウルトラマンA
ヒーロークエストでの条件を満たすと加入するスカウトキャラクター。

#### 仮面ライダーシリーズ
攻撃力や回避能力はウルトラマンとガンダムの中間程度に位置する。技の種類が豊富なキャラクターが多く、また演出時にフォームチェンジのやり取りが入るので戦闘ムービーが長め。
仮面ライダーウィザード
声 - 白石隼也 / 出典 - 仮面ライダーウィザード
4つのドラゴン系必殺技がすべて同じ攻撃力という特徴がある。サポート効果を持つ技が多数あるが、攻撃力強化スキルを持たないので瞬発的な打撃力が低い。なお、フレイムを除いた他スタイルはドラゴン形態のみの登場となっている(ウォータースタイルのみイベントに登場)。最強必殺技でインフィニティスタイルも登場。
仮面ライダービースト
声 - 永瀬匡 / 出典 - 仮面ライダーウィザード
ウィザード同様、マントによるセイバーストライクの攻撃力は同じ。上位必殺技でビーストハイパーにも姿を変える。
仮面ライダーフォーゼ
声 - 堀曜宏 / 出典 - 仮面ライダーフォーゼ
仮面ライダーシリーズの最初のメインストーリーでの主人公。
ウィザード同様、攻撃力強化スキルを持たない。固有の移動力強化スキルや超長射程技があるので、牽制等に向いている。ベースステイツ、エレキステイツ、ファイアーステイツ、マグネットステイツ、ロケットステイツ、コズミックステイツが登場。
仮面ライダーメテオ
声 - 吉沢亮 / 出典 - 仮面ライダーフォーゼ
ヒーロークエストでの条件を満たすと加入するスカウトキャラクター。メテオストームも最強必殺技で登場。
仮面ライダーなでしこ
声 - 真野恵里菜 / 出典 - 仮面ライダー×仮面ライダー フォーゼ&オーズ MOVIE大戦MEGA MAX
所有する必殺技が少ないが、サポートスキルが豊富。
仮面ライダーアクア
声 - 菅沼久義 / 出典 - 仮面ライダー×仮面ライダー フォーゼ&オーズ MOVIE大戦MEGA MAX
スポット参加のみで、パーティには加わらない。
仮面ライダーオーズ
声 - 渡部秀 / 出典 - 仮面ライダーオーズ
最強必殺技を除いて射程が短めだが、広範囲に及ぶマルチアタック技を覚える。タトバコンボ、ガタキリバコンボ、ラトラーターコンボ、サゴーゾコンボ、タジャドルコンボ、シャウタコンボ、プトティラコンボが登場。スーパータトバは出ないが、タマシーコンボは最強必殺技として登場する。
アンク
声 - 三浦涼介
戦闘には参加しないが、戦闘ムービーでオーズとメダルのやり取りをする。
オースキャナー、メダガブリュー
声 - 串田アキラ
必殺技発動時に音声が流れる。

仮面ライダーバース
声 - 岩永洋昭 / 出典 -  仮面ライダーオーズ
ヒーロークエストでの条件を満たすと加入するスカウトキャラクター。最強必殺技にてバース・デイも登場。
バースドライバー音声、バースバスター
声 - 中田譲治
必殺技発動時に音声が流れる。

仮面ライダーW
声 - 桐山漣（翔太郎）、菅田将暉（フィリップ）/ 出典 - 仮面ライダーW
広範囲マルチアタックが使えるなど、技構成がオーズに似ている。最後の方で、威力・消費ともに全必殺技最低の技「ライダーパンチ」と劇場版限定の最強フォームに変身する「ゴールデンエクストリーム」を習得するという、極端な技構成となっている。サイクロンジョーカー、ヒートメタル、ルナトリガー、ファングジョーカー、エクストリーム、ゴールデンエクストリームが登場。
仮面ライダージョーカー
声 - 桐山漣
仮面ライダーWの技「ライダーパンチ」の演出でのみ登場。
ガイアメモリ音声
声 - 立木文彦
必殺技発動時に音声が流れる。

仮面ライダーアクセル
声 - 木ノ本嶺浩 / 出典 - 仮面ライダーW
ヒーロークエストでの条件を満たすと加入するスカウトキャラクター。移動力を強化する固有スキル「バイクフォーム」と一度だけ回避率を＋100％する（100％回避ではない）「トライアルメモリ」を習得するなど、機動力重視のキャラクター。上位必殺技としてアクセルトライアルが登場。
ガイアメモリ音声
声 - 立木文彦
必殺技発動時に音声が流れる。

仮面ライダー電王
出典 - 仮面ライダー電王
全キャラクターで唯一、自分のテンションを上げるスキル「クライマックス」を持つ（最大まで強化することで、一回でテンションMAXとなる）。各必殺技発動時にソードフォーム、ロッドフォーム、アックスフォーム、ガンフォーム、ウイングフォーム、クライマックスフォームが登場する。
モモタロス
声 - 関俊彦
ソードフォームとクライマックスフォームの音声も兼ねている。
ウラタロス
声 - 遊佐浩二
ロッドフォームとクライマックスフォームの音声も兼ねている。
キンタロス
声 - てらそままさき
アックスフォームとクライマックスフォームの音声も兼ねている。
リュウタロス
声 - 鈴村健一
ガンフォームとクライマックスフォームの音声も兼ねている。
ジーク
声 - 三木眞一郎
ストーリーには関与せず、ウィングフォームでのみ登場。

仮面ライダーBLACK RX
声 - 倉田てつを / 出典 - 仮面ライダーBLACK RX
最初から使えるリボルクラッシュは、強化することで最終的に最強レベルの攻撃力になる。ロボライダー、バイオライダーも登場。
仮面ライダー1号
声 - 稲田徹 / 出典 - 仮面ライダー
仲間になる時期が最も遅い。攻撃力は高いが、射程が短いのが難点。

#### ガンダムシリーズ
全体的にエネルギー系必殺技が多く、回避率が高いが攻撃力が低めという特徴がある。また、他2系統に比べて技の数が少ない。
ユニコーンガンダム
声 - 内山昂輝 / 出典 - 機動戦士ガンダムUC
ガンダムシリーズの最初のメインストーリーでの主人公。
ユニコーンモードはイベント時でしか登場せず、ほぼ常時デストロイモード。中盤では便利な長方形型の非ビーム属性の技を持つ。
ガンダムAGE-2 ダブルバレット
声 - 江口拓也 / 出典 - 機動戦士ガンダムAGE MEMORY OF EDEN
攻撃力が高いが、防御力はその分かなり低い。多くの技がビーム属性のため、AGE系の敵には不利。
ガンダムAGE-2 ダークハウンド
声 - 鳥海浩輔 / 出典 - 機動戦士ガンダムAGE MEMORY OF EDEN
ダブルバレットとは年代が異なるだけの同一機体だが、別キャラクター扱いなので同時に出撃可能。
ガンダムAGE-1 フラット
声 - 井上和彦 / 出展作品 - 機動戦士ガンダムAGE MEMORY OF EDEN
スポット参加のみで、パーティには加わらない。
ダブルオーライザー
声 - 宮野真守 / 出典 - 機動戦士ガンダム00
高い攻撃力と幅広い攻撃範囲を持つ屈指のアタッカー。
ケルディムガンダム
声 - 三木眞一郎 /  出典 - 機動戦士ガンダム00
攻撃力強化スキルを持たないものの、スナイパーライフルは射程が全キャラクター中最長。
アリオスガンダム
声 - 吉野裕行 / 出典 - 機動戦士ガンダム00
攻撃力は低めだが機動力が高い他、必殺技「TRANS-AM」はSP回復特性があるので継続的な戦闘に向いている。
セラヴィーガンダム
声 - 神谷浩史 / 出典 - 機動戦士ガンダム00
加入キャラクターで唯一、2つの攻撃力強化スキルを両方覚えるサポートアタッカー。
フリーダムガンダム
声 - 保志総一朗 / 出典 - 機動戦士ガンダムSEED
最強必殺技「フルバースト」は攻撃範囲が非常に広い上に最大6体ものキャラクターを同時攻撃可能。
ジャスティスガンダム
声 - 石田彰 / 出典 - 機動戦士ガンダムSEED
ヒーロークエストでの条件を満たすと加入するスカウトキャラクター。攻撃力が高めのアタッカー。エネミーユニットとして同じキャラクターが登場するが、ストーリーに関与しないので会話などはない。
ガンダムF91
声 - 辻谷耕史 / 出典 - 機動戦士ガンダムF91
全キャラクターでも指折りの回避能力を持つが、反面防御力は低い。
νガンダム
声 - 古谷徹 / 出典 - 機動戦士ガンダム 逆襲のシャア
最大数・威力ともにフリーダムには及ばないものの、広い攻撃範囲を誇るマルチアタックが使える。

### エネミーユニット
| キャラクター名                          | 声優             | 出典                                                        | 備考      |
| --------------------------------------- | ---------------- | ----------------------------------------------------------- | --------- |
| バルキー星人（SD）                      | 橋本達也         | ウルトラマンギンガ                                          |           |
| イカルス星人（SD）                      | 関智一           | ウルトラマンギンガ                                          |           |
| ナックル星人（SD）                      | 平野勲人         | ウルトラマンギンガ                                          |           |
| ダークルギエル                          | 杉田智和         | ウルトラマンギンガ                                          |           |
| サンダーダランビア（SD）                |                  | ウルトラマンギンガ                                          |           |
| キングパンドン（SD）                    |                  | ウルトラマンギンガ                                          |           |
| スーパーグランドキング（SD）            |                  | ウルトラマンギンガ                                          |           |
| ダークガルベロス（SD）                  |                  | ウルトラマンギンガ                                          |           |
| アントラー（SD）                        |                  | ウルトラマンギンガ                                          |           |
| ウルトラマンダーク（SD）                |                  | ウルトラマンギンガ                                          |           |
| ウルトラセブンダーク（SD）              |                  | ウルトラマンギンガ                                          |           |
| ティガダーク（SD）                      |                  | ウルトラマンギンガ                                          |           |
| タイラント（SDU）                       |                  | ウルトラマンギンガ 劇場スペシャル                           |           |
| ダーグザギ（SD）                        |                  | ウルトラマンギンガ 劇場スペシャル                           |           |
| ウルトラマンベリアル                    | 小野友樹         | 大怪獣バトル ウルトラ銀河伝説 THE MOVIE                     | [ 注 7 ]  |
| ベリュドラ                              | 小野友樹         | 大怪獣バトル ウルトラ銀河伝説 THE MOVIE                     |           |
| キングパンドン                          |                  | 大怪獣バトル ウルトラ銀河伝説 THE MOVIE                     |           |
| ダークロプスゼロ                        | 宮野真守         | ウルトラ銀河伝説外伝 ウルトラマンゼロVSダークロプスゼロ     |           |
| ニセゾフィー（SR）                      |                  | ウルトラ銀河伝説外伝 ウルトラマンゼロVSダークロプスゼロ     |           |
| ニセウルトラマン（SR）                  |                  | ウルトラ銀河伝説外伝 ウルトラマンゼロVSダークロプスゼロ     |           |
| ニセウルトラセブン（SR）                |                  | ウルトラ銀河伝説外伝 ウルトラマンゼロVSダークロプスゼロ     |           |
| ニセウルトラマンジャック（SR）          |                  | ウルトラ銀河伝説外伝 ウルトラマンゼロVSダークロプスゼロ     |           |
| ニセウルトラマンエース（SR）            |                  | ウルトラ銀河伝説外伝 ウルトラマンゼロVSダークロプスゼロ     |           |
| メカゴモラ                              |                  | ウルトラ銀河伝説外伝 ウルトラマンゼロVSダークロプスゼロ     |           |
| ザムシャー                              | 菅谷勇           | ウルトラマンメビウス                                        |           |
| ディノゾール                            |                  | ウルトラマンメビウス                                        |           |
| ディノゾールリバース                    |                  | ウルトラマンメビウス                                        |           |
| ボガール                                |                  | ウルトラマンメビウス                                        |           |
| ボガールモンス                          |                  | ウルトラマンメビウス                                        |           |
| メビウスキラー                          |                  | ウルトラマンメビウス                                        |           |
| 巨大ヤプール                            | 玄田哲章         | ウルトラマンメビウス                                        |           |
| グローザム                              | 江川央生         | ウルトラマンメビウス                                        |           |
| デスレム                                | 郷里大輔         | ウルトラマンメビウス                                        |           |
| メフィラス星人                          | 加藤精三         | ウルトラマンメビウス                                        |           |
| エンペラ星人                            | 内海賢二         | ウルトラマンメビウス                                        |           |
| ダークネスフィア                        |                  | ウルトラマンメビウス                                        |           |
| インペライザー                          |                  | ウルトラマンメビウス                                        |           |
| Uキラーザウルス                         |                  | ウルトラマンメビウス&ウルトラ兄弟                           |           |
| アークボガール                          | 阿座上洋平       | ウルトラマンメビウス外伝 超銀河大戦                         | [ 注 8 ]  |
| アーマードメフィラス（G）               | 加藤精三         | ウルトラマンメビウス外伝 ゴーストリバース                   |           |
| EXゼットン                              |                  | ウルトラマンメビウス外伝 ゴーストリバース                   |           |
| ゴーストリバース                        | 川上晃二         | ウルトラマンメビウス外伝 ゴーストリバース                   | [ 注 9 ]  |
| イーヴィルティガ                        |                  | ウルトラマンティガ                                          |           |
| ガタノゾーア                            |                  | ウルトラマンティガ                                          |           |
| カミーラ                                | 芳本美代子       | ウルトラマンティガ THE FINAL ODYSSEY                        |           |
| ダーラム                                | 松田優           | ウルトラマンティガ THE FINAL ODYSSEY                        |           |
| ヒュドラ                                | 矢部雅史         | ウルトラマンティガ THE FINAL ODYSSEY                        | [ 注 10 ] |
| シビトゾイガー                          |                  | ウルトラマンティガ THE FINAL ODYSSEY                        |           |
| タイラント                              |                  | ウルトラマンタロウ                                          |           |
| エースキラー                            |                  | ウルトラマンA                                               |           |
| サドラ                                  |                  | 帰ってきたウルトラマン                                      |           |
| アロン                                  |                  | ウルトラセブン                                              |           |
| ガッツ星人                              |                  | ウルトラセブン                                              |           |
| レッドキング                            |                  | ウルトラマン                                                |           |
| アントラー                              |                  | ウルトラマン                                                |           |
| ゴモラ                                  |                  | ウルトラマン                                                |           |
| メデューサ                              | 中山絵梨奈       | 仮面ライダーウィザード                                      |           |
| フェニックス                            | 篤海             | 仮面ライダーウィザード                                      | [ 注 11 ] |
| グレムリン                              | 前山剛久         | 仮面ライダーウィザード                                      |           |
| グレムリン（進化体）                    | 前山剛久         | 仮面ライダーウィザード                                      |           |
| ミノタウロス                            | 半田裕典         | 仮面ライダーウィザード                                      | [ 注 12 ] |
| ガーゴイル                              | 川上晃二         | 仮面ライダーウィザード                                      | [ 注 13 ] |
| マンティコア                            | 阿座上洋平       | 仮面ライダーウィザード                                      | [ 注 14 ] |
| スプリガン                              | 半田裕典         | 仮面ライダーウィザード                                      | [ 注 15 ] |
| レギオン                                | 新井良平         | 仮面ライダーウィザード                                      | [ 注 16 ] |
| バハムート                              | 阿座上洋平       | 仮面ライダーウィザード                                      | [ 注 17 ] |
| サイクロプス                            |                  | 仮面ライダーウィザード                                      |           |
| ジャバウォック                          |                  | 仮面ライダーウィザード                                      |           |
| ヘカトンケイル                          |                  | 仮面ライダーウィザード                                      |           |
| 白い魔法使い                            | 池田成志         | 仮面ライダーウィザード                                      |           |
| 仮面ライダーメイジ（黄）                |                  | 仮面ライダーウィザード                                      |           |
| 仮面ライダーメイジ（青）                |                  | 仮面ライダーウィザード                                      |           |
| 仮面ライダーメイジ（緑）                |                  | 仮面ライダーウィザード                                      |           |
| アマダム                                | 山本圭一郎       | 仮面ライダーウィザード                                      | [ 注 18 ] |
| 仮面ライダーソーサラー                  | 陣内孝則         | 劇場版 仮面ライダーウィザード in Magic Land                 |           |
| 仮面ライダーメイジ                      |                  | 劇場版 仮面ライダーウィザード in Magic Land                 |           |
| サジタリウス・ゾディアーツ              | 鶴見辰吾         | 仮面ライダーフォーゼ                                        |           |
| サジタリウス・ノヴァ                    | 鶴見辰吾         | 仮面ライダーフォーゼ                                        |           |
| ヴァルゴ・ゾディアーツ                  | 田中理恵         | 仮面ライダーフォーゼ                                        |           |
| レオ・ゾディアーツ                      | 横山一敏         | 仮面ライダーフォーゼ                                        |           |
| リブラ・ゾディアーツ                    | 天野浩成         | 仮面ライダーフォーゼ                                        |           |
| スコーピオン・ゾディアーツ              | 竹本英史         | 仮面ライダーフォーゼ                                        |           |
| スコーピオン・ノヴァ                    | 竹本英史         | 仮面ライダーフォーゼ                                        |           |
| キャンサー・ゾディアーツ                | タモト清嵐       | 仮面ライダーフォーゼ                                        |           |
| キャンサー・ノヴァ                      | タモト清嵐       | 仮面ライダーフォーゼ                                        |           |
| ジェミニ・ゾディアーツ                  | 今野宏美         | 仮面ライダーフォーゼ                                        |           |
| ジェミニ・ノヴァ                        | 今野宏美         | 仮面ライダーフォーゼ                                        |           |
| オリオン・ゾディアーツ                  | 小川慎太郎       | 仮面ライダーフォーゼ                                        | [ 注 19 ] |
| レオ・ダスタード（赤）                  |                  | 仮面ライダーフォーゼ                                        |           |
| レオ・ダスタード（白）                  |                  | 仮面ライダーフォーゼ                                        |           |
| ダスタード                              |                  | 仮面ライダーフォーゼ                                        |           |
| グランダイン                            | 岡田浩暉         | 仮面ライダーフォーゼ THE MOVIE みんなで宇宙キターッ!        |           |
| スカイダイン                            | 木下あゆ美       | 仮面ライダーフォーゼ THE MOVIE みんなで宇宙キターッ!        |           |
| XVII ワンセブンフォーメーション         | 阿座上洋平       | 仮面ライダーフォーゼ THE MOVIE みんなで宇宙キターッ!        | [ 注 20 ] |
| 仮面ライダーポセイドン                  | 浜田賢二         | 仮面ライダー×仮面ライダー フォーゼ&オーズ MOVIE大戦MEGA MAX |           |
| 超銀河王                                | 神島正和         | 仮面ライダー×仮面ライダー フォーゼ&オーズ MOVIE大戦MEGA MAX | [ 注 21 ] |
| サドンダス                              | 半田裕典         | 仮面ライダー×仮面ライダー フォーゼ&オーズ MOVIE大戦MEGA MAX | [ 注 22 ] |
| エクソダス                              |                  | 仮面ライダー×仮面ライダー フォーゼ&オーズ MOVIE大戦MEGA MAX |           |
| マスカレイド・ドーパント（白）          |                  | 仮面ライダー×仮面ライダー フォーゼ&オーズ MOVIE大戦MEGA MAX |           |
| 恐竜グリード                            | 神尾佑           | 仮面ライダーオーズ                                          |           |
| ウヴァ                                  | 山田悠介         | 仮面ライダーオーズ                                          |           |
| カザリ                                  | 橋本汰斗         | 仮面ライダーオーズ                                          |           |
| メズール                                | ゆかな           | 仮面ライダーオーズ                                          |           |
| ガメル                                  | 松本博之         | 仮面ライダーオーズ                                          |           |
| 屑ヤミー                                |                  | 仮面ライダーオーズ                                          |           |
| ガラ                                    |                  | 劇場版 仮面ライダーオーズ WONDERFUL 将軍と21のコアメダル    |           |
| ショッカーグリード                      | 石川英郎         | オーズ・電王・オールライダー レッツゴー仮面ライダー         |           |
| 岩石大首領                              |                  | オーズ・電王・オールライダー レッツゴー仮面ライダー         |           |
| マスカレイド・ドーパント（黒）          |                  | 仮面ライダーW                                               |           |
| 仮面ライダーエターナル                  | 松岡充           | 仮面ライダーW FOREVER AtoZ/運命のガイアメモリ               |           |
| ルナ・ドーパント                        | 前田邦宏         | 仮面ライダーW FOREVER AtoZ/運命のガイアメモリ               | [ 注 23 ] |
| トリガー・ドーパント                    | 出合正幸         | 仮面ライダーW FOREVER AtoZ/運命のガイアメモリ               |           |
| ヒート・ドーパント                      | 新井美羽         | 仮面ライダーW FOREVER AtoZ/運命のガイアメモリ               | [ 注 24 ] |
| メタル・ドーパント                      | 中村浩二         | 仮面ライダーW FOREVER AtoZ/運命のガイアメモリ               |           |
| 仮面ライダーガオウ                      | 渡辺裕之         | 劇場版 仮面ライダー電王 俺、誕生!                           |           |
| シャドームーン                          | てらそままさき   | 仮面ライダーBLACK RX                                        |           |
| キングダーク                            | 飯塚昭三         | 仮面ライダーX                                               | [ 注 25 ] |
| ショッカー首領                          | 佐々木省三       | 仮面ライダー                                                | [ 注 26 ] |
| ヒルカメレオン                          | 高塚正也         | 仮面ライダー                                                | [ 注 27 ] |
| イカデビル                              | 関智一           | 仮面ライダー                                                | [ 注 28 ] |
| ガラガランダ                            | 鈴村健一         | 仮面ライダー                                                | [ 注 29 ] |
| ショッカー戦闘員                        |                  | 仮面ライダー                                                |           |
| シナンジュ                              | 池田秀一         | 機動戦士ガンダムUC                                          |           |
| ギラ・ズール（親衛隊隊長）              | 柿原徹也         | 機動戦士ガンダムUC                                          |           |
| ローゼン・ズール                        | 柿原徹也         | 機動戦士ガンダムUC                                          |           |
| クシャトリヤ                            | 甲斐田裕子       | 機動戦士ガンダムUC                                          |           |
| ギラ・ズール（親衛隊）                  |                  | 機動戦士ガンダムUC                                          |           |
| ギラ・ズール                            |                  | 機動戦士ガンダムUC                                          |           |
| ゼー・ズール                            |                  | 機動戦士ガンダムUC                                          |           |
| シャンブロ                              | 伊瀬茉莉也       | 機動戦士ガンダムUC                                          |           |
| ザクI・スナイパータイプ                 | 石塚運昇         | 機動戦士ガンダムUC                                          |           |
| イフリート・シュナイド                  |                  | 機動戦士ガンダムUC                                          |           |
| マラサイ                                |                  | 機動戦士ガンダムUC                                          |           |
| ドワッジ                                |                  | 機動戦士ガンダムUC                                          |           |
| ザクキャノン                            |                  | 機動戦士ガンダムUC                                          |           |
| ガルスK                                 |                  | 機動戦士ガンダムUC                                          |           |
| バンシィ                                |                  | 機動戦士ガンダムUC                                          |           |
| バンシィ・ノルン                        | 浪川大輔         | 機動戦士ガンダムUC                                          |           |
| ネェル・アーガマ                        |                  | 機動戦士ガンダムUC                                          |           |
| ゼネラル・レビル                        |                  | 機動戦士ガンダムUC                                          |           |
| リゼル                                  |                  | 機動戦士ガンダムUC                                          |           |
| リゼル（隊長）                          |                  | 機動戦士ガンダムUC                                          |           |
| リゼルC型                               |                  | 機動戦士ガンダムUC                                          |           |
| ジェガンA2型                            |                  | 機動戦士ガンダムUC                                          |           |
| プロト・スタークジェガン                |                  | 機動戦士ガンダムUC                                          |           |
| バイアラン・カスタム                    |                  | 機動戦士ガンダムUC                                          |           |
| ガンキャノン・ディテクター              |                  | 機動戦士ガンダムUC                                          |           |
| ガンタンクII                            |                  | 機動戦士ガンダムUC                                          |           |
| ゼイドラ                                | 神谷浩史         | 機動戦士ガンダムAGE MEMORY OF EDEN                          |           |
| クロノス                                | 寺島拓篤         | 機動戦士ガンダムAGE MEMORY OF EDEN                          |           |
| ゼダスM                                 |                  | 機動戦士ガンダムAGE MEMORY OF EDEN                          |           |
| ドラド                                  |                  | 機動戦士ガンダムAGE MEMORY OF EDEN                          |           |
| ダウネス                                |                  | 機動戦士ガンダムAGE MEMORY OF EDEN                          |           |
| リボーンズガンダム / リボーンズキャノン | 蒼月昇（古谷徹） | 機動戦士ガンダム00                                          |           |
| ガデッサ                                | 斎賀みつき       | 機動戦士ガンダム00                                          |           |
| ガデッサ                                | 川庄美雪         | 機動戦士ガンダム00                                          |           |
| ガラッゾ                                | 川庄美雪         | 機動戦士ガンダム00                                          |           |
| ガラッゾ                                | 置鮎龍太郎       | 機動戦士ガンダム00                                          |           |
| エンプラス                              | 置鮎龍太郎       | 機動戦士ガンダム00                                          |           |
| レグナント                              | 斎藤千和         | 機動戦士ガンダム00                                          |           |
| アルケーガンダム                        | 藤原啓治         | 機動戦士ガンダム00                                          |           |
| アヘッド・サキガケ                      | 中村悠一         | 機動戦士ガンダム00                                          |           |
| マスラオ                                | 中村悠一         | 機動戦士ガンダム00                                          |           |
| スサノオ                                | 中村悠一         | 機動戦士ガンダム00                                          |           |
| ジンクスIII                             |                  | 機動戦士ガンダム00                                          |           |
| アヘッド                                |                  | 機動戦士ガンダム00                                          |           |
| ガガ                                    |                  | 機動戦士ガンダム00                                          |           |
| メメントモリ                            |                  | 機動戦士ガンダム00                                          |           |
| アルヴァトーレ                          | 松本保典         | 機動戦士ガンダム00                                          |           |
| アルヴァアロン                          | 松本保典         | 機動戦士ガンダム00                                          |           |
| ティエレンタオツー                      | 小笠原亜里沙     | 機動戦士ガンダム00                                          |           |
| プロヴィデンスガンダム                  | 関俊彦           | 機動戦士ガンダムSEED                                        |           |
| ベルガ・ギロス                          | 梁田清之         | 機動戦士ガンダムF91                                         |           |
| ラフレシア                              | 前田昌明         | 機動戦士ガンダムF91                                         |           |
| バグ                                    |                  | 機動戦士ガンダムF91                                         |           |
| サザビー                                | 池田秀一         | 機動戦士ガンダム 逆襲のシャア                               |           |
| ヤクト・ドーガ                          | 山寺宏一         | 機動戦士ガンダム 逆襲のシャア                               |           |
| α・アジール                             | 川村万梨阿       | 機動戦士ガンダム 逆襲のシャア                               |           |
| ギラ・ドーガ                            |                  | 機動戦士ガンダム 逆襲のシャア                               |           |
| レウルーラ                              |                  | 機動戦士ガンダム 逆襲のシャア                               |           |
| ムサカ                                  |                  | 機動戦士ガンダム 逆襲のシャア                               |           |
| ジェガン                                |                  | 機動戦士ガンダム 逆襲のシャア                               |           |

### オリジナルユニット
アルフロディ・セオ
声 - 井上麻里奈
ムサボルデスに故郷「ラーティア」を攻め滅ぼされた、ラーティアンという種族の少年。故郷復活も兼ねてムサボルデスを倒す戦力を集めている。なお、ラーティアは複数の世界と繋がった世界であったため、コズミックエナジーやウルトラマンなどのことを知っている。
作中で数少ない、乗機とパイロットが異なるキャラクター。平常時は白い基調の姿だが、「レジスレーション」の掛け声とともに金色に輝く戦闘形態へと移行し、乗艦であるノーベン・ノヴァと一体化する。合体後は「アルフロディ・セオ（レジスレーション・ノヴァ）」という呼称になる。
専用スキル「リターン」によって、離れたキャラクターを帰還させることができる（行動済みでも対象にできるが、行動前だと行動済みと同じ扱いになってしまう）。他にも、範囲内の全キャラクターのテンションを1段階上げるなどのサポートスキルを持つ。
リタ・リターナ
声 - 喜多村英梨
セオの姉。王室に嫁いだため、公にはセオからは様付で呼ばれる。作中では、当初行方不明。
セオ同様、乗艦であるノーベン・プリスティアと一体化する。
ムサボルデス
様々な世界に干渉し、パラドックス空間と呼ばれる複合世界に取り込み、発生する負のエネルギーを名前の通り貪る存在。正体も明確な知能があるかどうかも不明。悪役キャラクターからは広くその存在を知られている。
「赤目」と呼ばれる怪人のような存在や「ドガ」と名のつく上位存在を生み出す。共通の特徴として、巨大な赤い目を有している。
ドガ・ドロン
序盤から登場する、ムサボルデス配下の戦艦。空間歪曲や赤目の展開など、世界を飛び回って混乱を振りまく実行隊長のような存在。時空干渉前後には唸り声のようなものをあげる。
ラーティアを襲撃したのもドガ・ドロンである。
ドガ・ドニアン
兵隊クラスの上位種。全体的に白い体をしており、名称は「ドガ・ドニアン（〇〇体）」となっている。上位種なのだが、同じタイミングで現れる通常バージョンよりHPが低い。ドガ・ドロン体も存在する。
ドガ・ラーティアン
声 - 中田譲治
ラーティアンながら「ドガ」がつく通りムサボルデスに与する存在だが、正体不明。
強力な戦闘力に加え、空間転移による無限の移動力を有する厄介な敵。
ドガ・リターナ
声 - 喜多村英梨
ムサボルデスによって作り出された、リターナのコピー。ドガ・ラーティアン同様移動力が無限な上、完全無敵かつ複数体登場する（倒さなくてもラストショックなどには影響しない）。
ドガ・セオ
声 - 井上麻里奈
最初のステージで密かに極小のムサボルデスに取り付かれ、バーチャルシミュレーターがウィルス汚染された結果、知能を有するようになった個体。こちらも移動力は無限。
ノーベン・ノヴァと一体化しないが、それでも強力な戦闘力を誇る。

## 主題歌
Jumpin' to the space
作詞 - YOFFY / 作曲･編曲 - 河野陽吾 / 歌 - サイキックラバー

### 収録曲
『スペシャルサウンドエディション』に収録された楽曲。
ウルトラマンギンガ
- ウルトラマンギンガの歌
歌：ボイジャー、千紗（girl next door）、マリア春菜、竹内浩明、根岸拓哉、宮武美桜、大野瑞生、雲母、草川拓弥

ウルトラマンゼロ
- すすめ!ウルトラマンゼロ
歌：voyager

ウルトラマンメビウス
- ウルトラマンメビウス
歌：Project DMM with ウルトラ防衛隊
- 復讐の鎧
作曲：佐橋俊彦

ウルトラマンティガ
- Brave Love, TIGA
歌：地球防衛団

ウルトラマンタロウ
- ウルトラマンタロウ
歌：武村太郎、少年少女合唱団みずうみ

仮面ライダーウィザード
- Life is SHOW TIME
歌：鬼龍院翔 from ゴールデンボンバー

仮面ライダーフォーゼ
- Switch On!
歌：土屋アンナ
- 仮面ライダーなでしこ
作曲：鳴瀬シュウヘイ、中川幸太郎

仮面ライダーオーズ
- Anything Goes!
歌：大黒摩季
- Time judged all
歌：火野映司×アンク（CV.渡部秀・三浦涼介）

仮面ライダーW
- W-B-X 〜W-Boiled Extreme〜
歌：上木彩矢 w TAKUYA

仮面ライダー電王
- Climax Jump
歌：AAA DEN-O form
- Double-Action
歌：野上良太郎&モモタロス（CV.佐藤健・関俊彦）

仮面ライダーBLACK RX
- 仮面ライダーBLACK RX
歌：宮内タカユキ

機動戦士ガンダムUC
- merry-go-round
歌：CHEMISTRY

機動戦士ガンダムAGE
- 君の中の英雄
歌：栗林みな実

機動戦士ガンダム00
- 儚くも永久のカナシ
歌：UVERworld

機動戦士ガンダムSEED
- Believe
歌：玉置成実

機動戦士ガンダムF91
- ETERNAL WIND〜ほほえみは光る風の中〜
歌：森口博子

グレイトバトル フルブラスト
- WIN THE BATTLE
歌：松本梨香×松原剛志×川添智久
- Keep the Faith
歌：石原慎一

ロストヒーローズ
- EXTRICATION
歌：麻倉あきら

HEROES' VS
- Dead or TwinAlive
歌：鵜島仁文、石原慎一

スーパーヒーロージェネレーション
- Jumpin' to the space
歌：サイキックラバー